# Исигуро, Кадзуо
Сэр Кадзуо Исигуро (англ. Kazuo Ishiguro, яп. 石黒 一雄; род. 8 ноября 1954, Нагасаки, Япония) — британский писатель японского происхождения, лауреат Нобелевской премии по литературе 2017 года, номинант на премию «Оскар».

## Биография
Кадзуо Исигуро родился 8 ноября 1954 года в Нагасаки (Япония) в семье океанографа Сидзуо Исигуро и его жены Сидзуко. В 1960 году семья Исигуро (включая 5-летнего Кадзуо и двух его сестёр) переехала в британский город Гилфорд, административный центр графства Суррей, куда отца Кадзуо пригласили на исследовательскую работу в Национальном институте океанографии. Кадзуо поступил в школу первой ступени в Стафтоне, а затем продолжил своё обучение в Грамматической гимназии Суррея. После окончания школы он взял академический отпуск сроком на один год и отправился в путешествие по США и Канаде. Он мечтал стать музыкантом, играл в клубах, посылал демозаписи продюсерам, но без дальнейшего успеха.
В 1974 году Кадзуо поступил в Кентский университет, в котором в 1978 году получил степень бакалавра английского языка и философии. Был социальным работником в Лондоне. В 1980 году он получил степень магистра искусств в университете Восточной Англии. Один из семинаров, которые Кадзуо посещал в университете Восточной Англии, вёл Малькольм Брэдбери, а ментором Исигуро была известная писательница Анджела Картер. В 1983 году Исигуро получил британское подданство.
Исигуро был соавтором слов нескольких песен альбомов американской джазовой певицы Стейси Кент «Завтрак в утреннем трамвае» 2007 года («Breakfast On the Morning Tram») и «Изменяющиеся огни» 2013 года («The Changing Lights»). О своих текстах для песен Исигуро говорил «…интимные, доверительные, очень личные, смысл их не должен четко просматриваться. Он должен быть туманным, вы должны читать его между строк».
Исигуро женат на Лорне Макдугалл с 1986 года. Они познакомились, будучи социальными работниками в лондонском приюте для бездомных в Ноттинг-Хилле. Исигуро живёт в Лондоне с женой и дочерью Наоми.

## Литературная карьера
Литературная карьера Кадзуо Исигуро началась в 1981 году с опубликования трёх рассказов в антологии Introduction 7: Stories by New Writers. В 1983 году, вскоре после публикации своего первого романа, он был выдвинут на грант как один из «Лучших молодых британских писателей». То же поощрение за эти же достижения он получил и в 1993 году.
Первый роман, «Там, где в дымке холмы» (1982), повествует об Эцуко, живущей в Англии вдове из Японии. После самоубийства дочери её преследуют воспоминания о разрушении и восстановлении Нагасаки. Вторым романом был «Художник зыбкого мира», где через рассказ обременённого собственным военным прошлым художника Мацуи Оно исследуется отношение японцев ко Второй мировой войне. Этот роман стал книгой года в Великобритании.
Третий роман Исигуро, «Остаток дня» (1989), рассказывает историю пожилого английского дворецкого. Роман был удостоен Букеровской премии. При этом члены Букеровского комитета проголосовали за роман единогласно, что случается нечасто. Критики отмечали, что японец написал «один из самых английских романов XX века». Его сравнивали с Джозефом Конрадом и Владимиром Набоковым, которым тоже удалось создать классические произведения на неродном для них языке. По роману «Остаток дня» снят имевший значительный успех фильм с Энтони Хопкинсом и Эммой Томпсон в главных ролях. Фильм в российском прокате шёл под названием «На исходе дня».
В 1995 году был опубликован наиболее сложный по стилистике роман Исигуро «Безутешные». Он изобилует многочисленными литературными и музыкальными аллюзиями. Действие этого романа происходит в неназванной центральноевропейской стране и в наше время, тогда как все предыдущие работы Исигуро были наполнены реминисценциями прошлого. Действие романа «Когда мы были сиротами» (2000) разворачивается в Шанхае в первой половине XX века. Это история расследования частным детективом таинственного исчезновения его родителей двадцать лет назад. Здесь Исигуро вернулся к своему излюбленному приёму блуждания в прошлом.
Исигуро — автор двух оригинальных фильмов для телевидения. Он член Королевского литературного общества. Его произведения переведены более чем на тридцать языков мира, в том числе на русский («Остаток дня», «Художник зыбкого мира», «Безутешные», «Когда мы были сиротами», «Не отпускай меня», «Там, где в дымке холмы», «Погребённый великан», «Клара и Солнце»).
Его роман «Не отпускай меня» (2005) включён в список ста лучших английских романов всех времён по версии журнала «Тайм».

## Награды и почётные звания
- Премия Уинифред Холтби за дебютный роман «Там, где в дымке холмы»[9]
- Премия «Уитбред» за роман «Художник зыбкого мира» (1986)[10].
- Букеровская премия за роман «Остаток дня» (1989)[11].
- Член Королевского литературного общества (1989)[12].
- Член Королевского общества искусств[англ.]
- Офицер ордена Британской империи (OBE, 1995)[13].
- Кавалер французского ордена Искусств и литературы (1998)[14][15].
- Нобелевская премия по литературе (2017; с формулировкой награждения: «в романах огромной эмоциональной силы раскрыл пропасть, таящуюся под нашим иллюзорным чувством связи с миром»)[16].
- Golden Plate Award[англ.], Academy of Achievement[англ.] (2017)
- Рыцарь-бакалавр (2018)
- Кавалер Ордена Восходящего солнца 2 степени (2018)
- Орден Кавалеров Почёта (2024)[17]

## Художественная проза
- 1981 — Введение 7: Рассказы новых писателей (один из участников) (англ. Introduction 7: Stories by New Writers): рассказы A Strange and Sometimes Sadness, Waiting for J и Getting Poisoned
- 1982 — Там, где в дымке холмы (англ. A Pale View of Hills)
- 1986 — Художник зыбкого мира (англ. An Artist of the Floating World)
- 1989 — Остаток дня (англ. The Remains of the Day)
- 1990 — Семейный ужин (англ. A Family Supper, рассказ, опубликованный в журнале Esquire)
- 1995 — Безутешные (англ. The Unconsoled)
- 2000 — Когда мы были сиротами (англ. When We Were Orphans)
- 2005 — Не отпускай меня (англ. Never Let Me Go)
- 2009 — Ноктюрны: пять историй о музыке и сумерках (англ. Nocturnes: Five Stories of Music and Nightfall)
- 2015 — Погребённый великан (англ. The Buried Giant)
- 2021 — Клара и Солнце (англ. Klara and the Sun)

## Публикации на русском языке
- «Там, где в дымке холмы» — СПб.: «Домино», М.: «Эксмо», 2007. ISBN 978-5-699-21851-6
- «Остаток дня» — СПб.: «Домино», М.: «Эксмо», 2007. ISBN 978-5-699-21553-9
- «Когда мы были сиротами» — СПб.: «Домино», М.: «Эксмо», 2007. ISBN 978-5-699-19314-1
- «Не отпускай меня» — СПб.: «Домино», М.: «Эксмо», 2007. ISBN 978-5-699-18752-2
- «Безутешные» — М.: «Эксмо», 2008. ISBN 978-5-699-26931-0
- «Художник зыбкого мира» — СПб.: «Домино», М.: «Эксмо», 2010. ISBN 978-5-699-43637-8
- «Не отпускай меня» — СПб.: «Домино», М.: «Эксмо», 2011. ISBN 978-5-699-37388-8
- «Погребённый великан» — М.: «Эксмо», 2016. ISBN 978-5-699-85739-5
- «Клара и Солнце» — М.: «Эксмо», 2021. ISBN 978-5-04-119361-4